# Stazione di Dessau Centrale
La stazione di Dessau Centrale (in tedesco Dessau Hbf) è la principale stazione ferroviaria della città tedesca di Dessau-Roßlau.